# Смугаста акула
Смугаста акула (Paragaleus) — рід акул родини Великоокі акули. Має 4 види.

## Опис
Загальна довжина представників цього роду коливається від 48 см до 1,38 м. Голова помірного розміру. Морда довга. Очі великі, овальні. За ними розташовані крихітні або маленькі бризкальця. Рот помірно довгий, широкий, різко зігнутий. Зуби верхньої щелепи широкі, мають нахил, нижньо — вузькі та прямі. У них 5 пар зябрових щілин, між якими є значна відстань. Тулуб стрункий, тонкий. Грудні плавці великі, трохи серпоподібні, кінці загострені. Має 2 спинних плавця, з яких перший більше за задній (у різних видів по різному). Перший спинний плавець розташований позаду грудних плавців. Задній спинний плавець — навпроти або дещо попереду анального. Хвіст вузький. Хвостовий плавець гетероцеркальний, верхня лопать значно розвиненіша та довша за нижню лопать.
Забарвлення спини сіре з різними відтінками, може бути з бронзовим відливом. Черево має білий або попелясто-білий колір. Плавці можуть бути зі світлими чи темними смужками. В інших акул присутні жовті смужки уздовж тіла.

## Спосіб життя
Тримаються на глибинах від 5 до 110 м. Полюють на свою здобич біля дна, де проводить практично увесь час. Це акули-бентофаги. Не утворює значних зграй. Живляться донною костистою рибою, головоногими молюсками, ракоподібними.
Це живородні акули. Самиці народжують від 1 до 4, зазвичай 2, акуленят.
Не становлять загрози для людини.

## Розповсюдження
Мешкають в Атлантичному океані уздовж західного узбережжя Африки, в Індійському — біля південно-східної акваторії Африки, від Перської до Бенгальської затоки, у Тихому океані: від В'єтнаму до Японії.

## Види
- Paragaleus leucolomatus  (Compagno & Smale, 1985)
- Paragaleus pectoralis  (Garman, 1906)
- Paragaleus randalli  (Compagno, Krupp & Carpenter, 1996)
- Paragaleus tengi  (Chen, 1963)